# Piotr Turtxanínov (compositor)
Piotr Ivànovitx Turtxanínov, rus: Пётр Иванович Турчанинов (Kíev, 20 de novembre de 1779 - Sant Petersburg, 4 de març de 1856) fou un eclesiàstic i compositor rus.
En el seu poble nadiu fou nen de cor i, havent-lo escoltat un dia Potiomkin, el portà a la capital i el confià a cura de Sarti, amb el qual fa fer grans progressos, ensems que estudiava la carrera eclesiàstica. El 1809 aconseguí un lloc en l'església de Gàtxina, d'on fou cridat més tard per desenvolupar les funcions de director del cor de la Metropolitana. El 1827 fou nomenat mestre de cant de la Capella dels cantors de la cort, i de 1831 a 1847 fou sacerdot de diverses esglésies.
Músic consumat i d'extraordinari bon gust, harmonitzà amb verdader encert les antigues melodies litúrgiques, deixant, a més, un bon nombre de composicions originals, la majoria de caràcter vocal, que foren publicades en quatre volums.